# Vyšné Velické pliesko Spodné
Vyšné Velické pliesko Spodné je karové pleso ve skupině Vyšných Velických pliesek v nejvyšší části Velické doliny ve Vysokých Tatrách na Slovensku. Má rozlohu 0,0955 ha. Dosahuje maximální hloubky 1,2 m a objemu 455 m³. Leží v nadmořské výšce 2118 m.

## Okolí
Pleso se nachází v nejvyšší části Velické doliny zvaném Zadná Velická dolina pod Velickým štítem, které se nachází na severovýchodě. Na severozápadě se nachází sedlo Poľský hrebeň. Na západě se nad skalním stupněm nachází Vyšné Velické pliesko Horné, nad kterým se tyčí Litvorový štít a na jihozápadě Gerlachovská kôpka.

## Vodní režim
Pleso nemá povrchový přítok ani odtok. Náleží k povodí Velického potoku.

## Přístup
Pleso není veřejnosti přístupné.